# Wadsleyita
La wadsleyita és un mineral de la classe dels silicats. Rep el seu nom en honor de David Arthur Wadsley (1918-1969), químic i cristal·lògraf australià, per les seves contribucions significatives a la cristal·lografia, incloent el concepte de cisallament cristal·logràfic.

## Característiques
La wadsleyita és un sorosilicat de fórmula química (Mg,Fe2+)₂(SiO₄). Va ser aprovada com a espècie vàlida per l'Associació Mineralògica Internacional l'any 1982. Cristal·litza en el sistema ortoròmbic. És el polimorf ortoròmbic, d'alta pressió de la ringwoodita i la forsterita.
Segons la classificació de Nickel-Strunz, la wadsleyita pertany a «09.BE - Estructures de sorosilicats, amb grups Si₂O₇, amb anions addicionals; cations en coordinació octaèdrica [6] i major coordinació» juntament amb els següents minerals: hennomartinita, lawsonita, noelbensonita, itoigawaïta, ilvaïta, manganilvaïta, suolunita, jaffeïta, fresnoïta, baghdadita, burpalita, cuspidina, hiortdahlita, janhaugita, låvenita, niocalita, normandita, wöhlerita, hiortdahlita I, marianoïta, mosandrita, nacareniobsita-(Ce), götzenita, hainita, rosenbuschita, kochita, dovyrenita, baritolamprofil·lita, ericssonita, lamprofil·lita, ericssonita-2O, seidozerita, nabalamprofil·lita, grenmarita, schüllerita, lileyita, murmanita, epistolita, lomonossovita, vuonnemita, sobolevita, innelita, fosfoinnelita, yoshimuraïta, quadrufita, polifita, bornemanita, xkatulkalita, bafertisita, hejtmanita, bykovaïta, nechelyustovita, delindeïta, bussenita, jinshajiangita, perraultita, surkhobita, karnasurtita-(Ce), perrierita-(Ce), estronciochevkinita, chevkinita-(Ce), poliakovita-(Ce), rengeïta, matsubaraïta, dingdaohengita-(Ce), maoniupingita-(Ce), perrierita-(La), hezuolinita, fersmanita, belkovita, nasonita, kentrolita, melanotekita, til·leyita, kil·lalaïta, stavelotita-(La), biraïta-(Ce), cervandonita-(Ce) i batisivita.

## Formació i jaciments
Es creu que es va formar a partir de la transformació de l'olivina durant un esdeveniment de xoc extraterrestre, com és el cas del meteorit. Va ser descoberta l'any 1966 al meteorit del riu Peace, a Alberta (Canadà).